# La Villa (Texas)
La Villa es una ciudad ubicada en el condado de Hidalgo en el estado estadounidense de Texas. En el Censo de 2010 tenía una población de 1.957 habitantes y una densidad poblacional de 2.587,68 personas por km².

## Geografía
La Villa se encuentra ubicada en las coordenadas 26°17′52″N 97°55′37″O / 26.29778, -97.92694. Según la Oficina del Censo de los Estados Unidos, La Villa tiene una superficie total de 0.76 km², de la cual 0.76 km² corresponden a tierra firme y (0%) 0 km² es agua.

## Demografía
Según el censo de 2010, había 1.957 personas residiendo en La Villa. La densidad de población era de 2.587,68 hab./km². De los 1.957 habitantes, La Villa estaba compuesto por el 88.09% blancos, el 0.92% eran afroamericanos, el 0% eran amerindios, el 0.15% eran asiáticos, el 0% eran isleños del Pacífico, el 10.02% eran de otras razas y el 0.82% pertenecían a dos o más razas. Del total de la población el 96.93% eran hispanos o latinos de cualquier raza.